# Marlene Ahrens
Marlene Ahrens Ostertag, čilenska atletinja, * 27. julij 1933, Concepción, Čile.
Nastopila je na poletnih olimpijskih igrah v letih 1956 in 1960, leta 1956 je osvojila srebrno medaljo v metu kopja, leta 1960 pa dvanajsto mesto. V letih 1959 in 1963 je zmagala na panameriških igrah.